# Hällbacken och Sinksundet
Hällbacken och Sinksundet är en av SCB avgränsad tätort i Nederluleå socken i  Luleå kommun i Norrbotten. Bebyggelsen ligger strax nordväst om Luleå. Närmsta stadsdel är Björkskatan. Stadsdelen Hällbacken är ett nytt bostadsområde med villor som byggts ut i fem etapper. Gator inom området har fått namn efter marktyper och växtlighet.
SCB avgränsade 1995 en småort i ett område söder om sundet med beteckningen Sinksundet (södra delen) och småortskod S9387. Denna småort återfanns inte vid nästa avgränsning år 2000. År 2010 avgränsades istället en småort norr om sundet med namnet Sinksundet. Vid tätortsavgränsningen 2015 kom områden på båda sidor om sundet inom tätorten.

## Befolkningsutveckling
| Befolkningsutvecklingen i Hällbacken och Sinksundet 2015–2020            | Befolkningsutvecklingen i Hällbacken och Sinksundet 2015–2020 | Befolkningsutvecklingen i Hällbacken och Sinksundet 2015–2020 | Befolkningsutvecklingen i Hällbacken och Sinksundet 2015–2020 | Befolkningsutvecklingen i Hällbacken och Sinksundet 2015–2020 |
| ------------------------------------------------------------------------ | ------------------------------------------------------------- | ------------------------------------------------------------- | ------------------------------------------------------------- | ------------------------------------------------------------- |
|                                                                          |                                                               |                                                               |                                                               |                                                               |
| År                                                                       |                                                               |                                                               | Folkmängd                                                     | Areal (ha)                                                    |
| 2015                                                                     | 2015                                                          |                                                               | 253                                                           | 64                                                            |
| 2020                                                                     | 2020                                                          |                                                               | 1 014                                                         | 106                                                           |
| Anm.: Ny tätort, den tidigare småorten hade 2010 59 invånare på 9 hektar |                                                               |                                                               |                                                               |                                                               |